# Carl Pott
Carl Pott (* 9. Mai 1906 in Solingen; † 30. Mai 1985 ebenda) war ein deutscher Besteckfabrikant und Industriedesigner.

## Leben und Werk
Carl Pott wurde in Solingen als Sohn von Carl Hugo Pott geboren. Sein Vater begründete 1904 die Besteck-Manufaktur C. Hugo Pott in Solingen. Carl Pott begann im Jahr 1920 seine Ausbildung zum Damaszierer und Galvaniseur. Von 1924 bis 1932 besuchte Pott die Fachschule für die Stahlwarenindustrie in Solingen und begann künstlerisch und kreativ zu arbeiten.
Beeinflusst von den Leitlinien des Deutschen Werkbundes und des Bauhauses verfolgte Pott das Ziel, Zweckmäßigkeit, Schlichtheit und Materialgerechtigkeit zum Gestaltungsprinzip seiner modernen Formgebung für Bestecke und andere Produkte zu machen. Im Laufe seines künstlerischen Lebens arbeitete Carl Pott mit zahlreichen Künstlern zusammen, wie Wilhelm Wagenfeld, Elisabeth Treskow, Hermann Gretsch, Alexander Schaffner, Hans Schwippert, Josef Hoffmann und Paul Voss. Pott produzierte mehr als 30 Besteckmodelle und viele Tischaccessoires.
Im Jahr 1964 wurden Bestecke von Carl Pott auf der documenta III in Kassel in der Abteilung Industrial Design gezeigt. Pott wurde unter anderem mit den Goldmedaillen der Triennalen in Mailand 1940, 1951, 1954 und 1960 und der Weltausstellung in Brüssel 1958 ausgezeichnet. Im Jahr 1973 erhielt er das Bundesverdienstkreuz 1. Klasse für seine Arbeit, die erheblich zur Weltgeltung der deutschen Stahlwarenindustrie und des deutschen Industriedesigns beitrug.
In seiner Heimatstadt Solingen wurde Carl Pott 1991 posthum der Kulturpreis der Bürgerstiftung Baden verliehen.